# Myobroma
Myobroma là một chi thực vật có hoa trong họ Đậu.